# Asian shower
Asian shower er en film instrueret af Gritt Uldall-Jessen.

## Handling
En bådflygtning ritualiserer sin offerstatus og bliver mand, inden han dør.